# 戸田氏朋
戸田 氏朋（とだ うじとも、享保20年（1735年） - 文化7年11月2日（1810年11月28日））は、江戸時代の高家旗本。戸田氏富の長男。通称は文太郎、図書。官位は従四位上侍従、土佐守。
宝暦6年（1756年）11月1日、将軍徳川家重に御目見する。宝暦11年（1761年）12月4日、家督を相続した。明和4年（1767年）12月11日、高家職に就き、従五位下侍従・中務大輔に叙任する。後に従四位上に昇進し、土佐守に改める。寛政9年（1797年）11月16日、高家肝煎に就任する。文化7年（1810年）11月2日死去、76歳。
正妻は高家旗本日野資陽の娘。後妻は戸田定候の娘。長男氏倚、服部貞勝室ら2男4女あり。